# Paulina Nikolova
Paulina Nikolova, née Kratseva, est une gymnaste rythmique bulgare.

## Carrière
Elle est notamment médaillée d'or en groupe aux Championnats du monde de gymnastique rythmique 1983 à Strasbourg et aux Championnats du monde de gymnastique rythmique 1985 à Valladolid.

## Famille
Elle a un enfant avec le footballeur Iliya Dyakov, la gymnaste  rythmique Stiliana Nikolova.